# Cart Road
Cart Road è una suddivisione dell'India, classificata come census town, di 13.701 abitanti, situata nel distretto di Darjeeling, nello stato federato del Bengala Occidentale. In base al numero di abitanti la città rientra nella classe IV (da 10.000 a 19.999 persone).

## Geografia fisica
La città è situata a 26° 56' 24 N e 88° 18' 53 E.

## Società

### Evoluzione demografica
Al censimento del 2001 la popolazione di Cart Road assommava a 13.701 persone, delle quali 6.910 maschi e 6.791 femmine. I bambini di età inferiore o uguale ai sei anni assommavano a 1.176, dei quali 599 maschi e 577 femmine. Infine, coloro che erano in grado di saper almeno leggere e scrivere erano 10.800, dei quali 5.897 maschi e 4.903 femmine.